# ژوژانا فرانتسیا
ژوژانا (سوزان) فرانتسیا (مجاری: Francia Zsuzsanna؛ زادهٔ ۸ نوامبر ۱۹۸۲) قایقران روئینگ مجاری-آمریکایی است. وی در مسابقات کشوری و بین‌المللی در مجموع برندهٔ ۷ مدال طلا، ۱ مدال نقره شده‌است.